# Forbes Global 2000
Forbes Global 2000 là một bảng xếp hạng hàng năm của 2000 công ty đại chúng lớn nhất trên thế giới theo tạp chí Forbes. Việc xếp hạng dựa trên sự kết hợp của bốn số liệu về: doanh thu, lợi nhuận, tài sản và giá trị thị trường. Danh sách này đã được xuất bản từ năm 2004.
Forbes Global 2000 là một số liệu hữu ích về các công ty đại chúng hàng đầu thế giới, nhưng nó chỉ là một cách xếp hạng mang tính liệt kê tương đối. Kết quả này không hoàn toàn chính xác, thay đổi các tiêu chí sẽ tạo ra một danh sách khác.

## Danh sách năm 2017
| Vị trí | Công ty                          | Trụ sở chính  | Công nghiệp                  | Doanh thu (tỷ USD) | Lợi nhuận (tỷ USD) | Tài sản (tỷ USD) | Giá trị thị trường (tỷ USD) |
| ------ | -------------------------------- | ------------- | ---------------------------- | ------------------ | ------------------ | ---------------- | --------------------------- |
| 1      | ICBC                             | Bắc Kinh      | Ngân hàng, Dịch vụ tài chính | 151,4              | 42,0               | 3.473,2          | 229,8                       |
| 2      | Ngân hàng Kiến thiết trung Quốc  | Bắc Kinh      | Ngân hàng, Dịch vụ tài chính | 134,2              | 35,0               | 3.016,6          | 200,5                       |
| 3      | Berkshire Hathaway               | Omaha         | Tập đoàn                     | 222,9              | 24,1               | 620,9            | 409,9                       |
| 4      | JPMorgan Chase                   | New York      | Ngân hàng, Dịch vụ tài chính | 102,5              | 24,2               | 2.513,0          | 306,6                       |
| 5      | Wells Fargo                      | San Francisco | Ngân hàng, Dịch vụ tài chính | 97,6               | 21,9               | 1.943,4          | 274,4                       |
| 6      | Ngân hàng Nông nghiệp Trung Quốc | Bắc Kinh      | Ngân hàng, Dịch vụ tài chính | 115,7              | 27,8               | 2.816,0          | 149,2                       |
| 7      | Bank of America                  | Charlotte     | Ngân hàng, Dịch vụ tài chính | 92,2               | 16,6               | 2.196,8          | 231,9                       |
| 8      | Bank of China                    | Bắc Kinh      | Ngân hàng, Dịch vụ tài chính | 113,1              | 24,9               | 2.611,5          | 141,3                       |
| 9      | Apple                            | Cupertino     | Máy tính                     | 217,5              | 45,2               | 331,1            | 752,0                       |
| 10     | Toyota Motor                     | Toyota        | Ô tô                         | 249,9              | 17,1               | 412,5            | 171,9                       |

## Danh sách năm 2016
| Vị trí | Công ty                          | Trụ sở chính  | Công nghiệp                  | Doanh thu (tỷ USD) | Lợi nhuận (tỷ USD) | Tài sản (tỷ USD) | Giá trị thị trường (tỷ USD) |
| ------ | -------------------------------- | ------------- | ---------------------------- | ------------------ | ------------------ | ---------------- | --------------------------- |
| 1      | ICBC                             | Bắc Kinh      | Ngân hàng, Dịch vụ tài chính | 171,1              | 44,2               | 3.420,2          | 198                         |
| 2      | Ngân hàng Kiến thiết trung Quốc  | Bắc Kinh      | Ngân hàng, Dịch vụ tài chính | 146,8              | 36,4               | 2.826            | 162,8                       |
| 3      | Ngân hàng Nông nghiệp Trung Quốc | Bắc Kinh      | Ngân hàng, Dịch vụ tài chính | 131,9              | 28,8               | 2.739,8          | 152,7                       |
| 4      | Berkshire Hathaway               | Omaha         | Tập đoàn                     | 210,8              | 24,1               | 561,1            | 360,1                       |
| 5      | JPMorgan Chase                   | New York      | Ngân hàng, Dịch vụ tài chính | 99,9               | 23,5               | 2.423,8          | 234,2                       |
| 6      | Ngân hàng Trung Quốc             | Bắc Kinh      | Ngân hàng, Dịch vụ tài chính | 122                | 27,2               | 2.589,6          | 143                         |
| 7      | Wells Fargo                      | San Francisco | Ngân hàng, Dịch vụ tài chính | 91,4               | 22,7               | 1.849,2          | 256                         |
| 8      | Apple                            | Cupertino     | Máy tính                     | 233,3              | 53,7               | 293,3            | 586                         |
| 9      | ExxonMobil                       | Irving        | Dầu khí                      | 236,8              | 16,2               | 336,8            | 363,3                       |
| 10     | Toyota Motor                     | Toyota        | Ô tô                         | 235,8              | 19,3               | 406,7            | 177                         |

## Danh sách năm 2015
| Vị trí | Công ty                          | Trụ sở chính | Công nghiệp       | Doanh thu (tỷ USD) | Lợi nhuận (tỷ USD) | Tài sản (tỷ USD) | Giá trị thị trường (tỷ USD) |
| ------ | -------------------------------- | ------------ | ----------------- | ------------------ | ------------------ | ---------------- | --------------------------- |
| 1      | ICBC                             | Trung Quốc   | Ngân hàng         | 166,8              | 44,8               | 3.322            | 278,3                       |
| 2      | Ngân hàng Kiến thiết trung Quốc  | Trung Quốc   | Ngân hàng         | 130,5              | 37                 | 2.698,9          | 212,9                       |
| 3      | Ngân hàng Nông nghiệp Trung Quốc | Trung Quốc   | Ngân hàng         | 129,2              | 29,1               | 2.574,8          | 189,9                       |
| 4      | Ngân hàng Trung Quốc             | Trung Quốc   | Ngân hàng         | 120,3              | 27,5               | 2.458,3          | 199,1                       |
| 5      | Berkshire Hathaway               | Hoa Kỳ       | Tập đoàn          | 194,7              | 19,9               | 534,6            | 354,8                       |
| 6      | JPMorgan Chase                   | Hoa Kỳ       | Ngân hàng         | 97,8               | 21,2               | 2.593,6          | 225,5                       |
| 7      | Exxon Mobil                      | Hoa Kỳ       | Dầu khí           | 376,2              | 32,5               | 349,5            | 357,1                       |
| 8      | Dầu khí Trung Quốc               | Trung Quốc   | Dầu khí           | 333,4              | 17,4               | 387,7            | 334,6                       |
| 9      | General Electric                 | Hoa Kỳ       | Tập đoàn          | 148,5              | 15,2               | 648,3            | 253,5                       |
| 10     | Wells Fargo                      | Hoa Kỳ       | Ngân hàng         | 90,4               | 23,1               | 1.701,4          | 278,3                       |
| 11     | Toyota                           | Nhật Bản     | Công nghiệp ô tô  | 252,2              | 19,1               | 389,7            | 239                         |
| 12     | Apple                            | Hoa Kỳ       | Điện tử tiêu dùng | 199,4              | 44,5               | 261,9            | 741.8                       |
| 13     | Royal Dutch Shell                | Hà Lan       | Dầu khí           | 420,4              | 14,9               | 353,1            | 195,4                       |
| 14     | Volkswagen                       | Đức          | Công nghiệp ô tô  | 268,5              | 14,4               | 425              | 126                         |
| 15     | HSBC                             | Anh Quốc     | Ngân hàng         | 81,1               | 13,5               | 2.634,1          | 167,7                       |
| 16     | Chevron                          | Hoa Kỳ       | Dầu khí           | 191,8              | 19,2               | 266              | 201                         |
| 17     | Walmart                          | Hoa Kỳ       | Bán lẻ            | 485,7              | 16,4               | 203,7            | 261,3                       |
| 18     | Samsung Electronics              | Hàn Quốc     | Điện tử tiêu dùng | 195,9              | 21,9               | 209,6            | 199,4                       |
| 19     | Citigroup                        | Hoa Kỳ       | Ngân hàng         | 93,9               | 7,2                | 1.846            | 156,7                       |
| 20     | China Mobile                     | Trung Quốc   | Viễn thông        | 104,1              | 17,7               | 209              | 271,5                       |

Danh sách đầy đủ có sẵn tại đây.

## Danh sách năm 2014
Dưới đây là 20 công ty hàng đầu trong danh sách năm 2014.
| Vị trí | Công ty                          | Trụ sở chính | Công nghiệp       | Doanh thu (tỷ USD) | Lợi nhuận (tỷ USD) | Tài sản (tỷ USD) | Giá trị thị trường (tỷ USD) |
| ------ | -------------------------------- | ------------ | ----------------- | ------------------ | ------------------ | ---------------- | --------------------------- |
| 1      | ICBC                             | Trung Quốc   | Ngân hàng         | 148,7              | 42,7               | 3.124,9          | 215,6                       |
| 2      | Ngân hàng Kiến thiết Trung Quốc  | Trung Quốc   | Ngân hàng         | 121,3              | 34,2               | 2.449,5          | 174,4                       |
| 3      | Ngân hàng Nông nghiệp Trung Quốc | Trung Quốc   | Ngân hàng         | 136,4              | 27                 | 2.405,4          | 141,1                       |
| 4      | JPMorgan Chase                   | Hoa Kỳ       | Ngân hàng         | 105,7              | 17,3               | 2.435,3          | 229,7                       |
| 5      | Berkshire Hathaway               | Hoa Kỳ       | Tập đoàn          | 178,8              | 19,5               | 493,4            | 309,1                       |
| 6      | Exxon Mobil                      | Hoa Kỳ       | Dầu khí           | 394                | 32,6               | 346,8            | 422,3                       |
| 7      | General Electric                 | Hoa Kỳ       | Tập đoàn          | 143,3              | 14,8               | 656,6            | 259,6                       |
| 8      | Wells Fargo                      | Hoa Kỳ       | Ngân hàng         | 88,7               | 21,9               | 1.543            | 261,4                       |
| 9      | Ngân hàng Trung Quốc             | Trung Quốc   | Ngân hàng         | 105,1              | 25,5               | 2.291,8          | 124,2                       |
| 10     | Dầu khí Trung Quốc               | Trung Quốc   | Dầu khí           | 328,5              | 21,1               | 386,9            | 202                         |
| 11     | Royal Dutch Shell                | Hà Lan       | Dầu khí           | 451,4              | 16,4               | 357,5            | 234,1                       |
| 12     | Toyota                           | Nhật Bản     | Ô tô              | 255,6              | 18,8               | 385,5            | 193,5                       |
| 13     | Bank of America                  | Hoa Kỳ       | Ngân hàng         | 101,5              | 11,4               | 2.113,8          | 183,3                       |
| 14     | HSBC                             | Hoa Kỳ       | Ngân hàng         | 79,6               | 16,3               | 2.671,3          | 192,6                       |
| 15     | Apple                            | Hoa Kỳ       | Điện tử tiêu dùng | 173,8              | 37                 | 225,2            | 483,1                       |
| 16     | Citigroup                        | Hoa Kỳ       | Ngân hàng         | 94,1               | 13,4               | 1.883,4          | 145,1                       |
| 17     | BP                               | Anh Quốc     | Dầu khí           | 379,2              | 23,6               | 305,7            | 148,8                       |
| 18     | Chevron                          | Hoa Kỳ       | Dầu khí           | 211,8              | 21,4               | 253,8            | 227,2                       |
| 19     | Volkswagen                       | Đức          | Ô tô              | 261,5              | 12                 | 446,9            | 119                         |
| 20     | Walmart                          | Hoa Kỳ       | Bán lẻ            | 476,5              | 16                 | 204,8            | 247,9                       |

Danh sách đầy đủ có sẵn tại đây.

## Danh sách năm 2013
Dưới đây là 20 công ty hàng đầu trong danh sách năm 2013.
| Vị trí | Công ty                          | Trụ sở chính | Công nghiệp       | Doanh thu (tỷ USD) | Lợi nhuận (tỷ USD) | Tài sản (tỷ USD) | Giá trị thị trường (tỷ USD) |
| ------ | -------------------------------- | ------------ | ----------------- | ------------------ | ------------------ | ---------------- | --------------------------- |
| 1      | ICBC                             | Trung Quốc   | Ngân hàng         | 134,8              | 37,8               | 2.813,5          | 237,3                       |
| 2      | Ngân hàng Kiến thiết Trung Quốc  | Trung Quốc   | Ngân hàng         | 113,1              | 30,6               | 2.241            | 202                         |
| 3      | JPMorgan Chase                   | Hoa Kỳ       | Ngân hàng         | 108.2              | 21,3               | 2.359,1          | 191,4                       |
| 4      | General Electric                 | Hoa Kỳ       | Tập đoàn          | 147,4              | 13,6               | 685,3            | 243,7                       |
| 5      | Exxon Mobil                      | Hoa Kỳ       | Dầu khí           | 420,7              | 44,9               | 333,8            | 400,4                       |
| 6      | HSBC                             | Hoa Kỳ       | Ngân hàng         | 104,9              | 14,3               | 2.684,1          | 201,3                       |
| 7      | Royal Dutch Shell                | Hà Lan       | Dầu khí           | 467,2              | 26,6               | 360,3            | 213,1                       |
| 8      | Ngân hàng Nông nghiệp Trung Quốc | Trung Quốc   | Ngân hàng         | 103                | 23                 | 2.124,2          | 150,8                       |
| 9      | Berkshire Hathaway               | Hoa Kỳ       | Tập đoàn          | 162,5              | 14,8               | 427,5            | 252,8                       |
| 9      | Dầu khí Trung Quốc               | Trung Quốc   | Dầu khí           | 308,9              | 18,3               | 347,8            | 261,2                       |
| 11     | Ngân hàng Trung Quốc             | Trung Quốc   | Ngân hàng         | 98,1               | 22,1               | 2.033,8          | 131,7                       |
| 12     | Wells Fargo                      | Hoa Kỳ       | Ngân hàng         | 91,2               | 18,9               | 1.423            | 201,3                       |
| 13     | Chevron                          | Hoa Kỳ       | Dầu khí           | 222,6              | 26,2               | 233              | 232,5                       |
| 14     | Volkswagen                       | Đức          | Ô tô              | 254                | 28,6               | 408,2            | 94,4                        |
| 15     | Apple                            | Hoa Kỳ       | Điện tử tiêu dùng | 164,7              | 41,7               | 196,1            | 416,6                       |
| 15     | Walmart                          | Hoa Kỳ       | Bán lẻ            | 469,2              | 17                 | 203,1            | 242,5                       |
| 17     | Gazprom                          | Nga          | Dầu khí           | 144                | 40,6               | 339,3            | 111,4                       |
| 18     | BP                               | Anh Quốc     | Dầu khí           | 370,9              | 11,6               | 301              | 130,4                       |
| 19     | Citigroup                        | Hoa Kỳ       | Ngân hàng         | 90,7               | 7,5                | 1.864,7          | 143,6                       |
| 20     | Petrobras                        | Brazil       | Dầu khí           | 144,1              | 11                 | 331,6            | 120,7                       |

Danh sách đầy đủ có sẵn tại đây.

## Danh sách năm 2012
Dưới đây là 20 công ty hàng đầu trong danh sách năm 2012.
| Vị trí | Công ty                          | Trụ sở chính | Công nghiệp | Doanh thu (tỷ USD) | Lợi nhuận (tỷ USD) | Tài sản (tỷ USD) | Giá trị thị trường (tỷ USD) |
| ------ | -------------------------------- | ------------ | ----------- | ------------------ | ------------------ | ---------------- | --------------------------- |
| 01     | ExxonMobil                       | Hoa Kỳ       | Dầu khí     | 433,5              | 41,1               | 331,1            | 407,4                       |
| 02     | JPMorgan Chase                   | Hoa Kỳ       | Ngân hàng   | 110,8              | 19                 | 2.265,8          | 170,1                       |
| 03     | General Electric                 | Hoa Kỳ       | Tập đoàn    | 147,3              | 14,2               | 717,2            | 213,7                       |
| 04     | Royal Dutch Shell                | Hà Lan       | Dầu khí     | 470,2              | 30,9               | 340,5            | 227,6                       |
| 05     | Ngân hàng Công thương Trung Quốc | Trung Quốc   | Ngân hàng   | 82,6               | 25,1               | 2.039,1          | 237,4                       |
| 06     | HSBC                             | Anh Quốc     | Ngân hàng   | 102                | 16,2               | 2.550            | 164,3                       |
| 07     | Dầu khí Trung Quốc               | Trung Quốc   | Dầu khí     | 310,1              | 20,6               | 304,7            | 294,7                       |
| 08     | Berkshire Hathaway               | Hoa Kỳ       | Tập đoàn    | 143,7              | 10,3               | 392,6            | 202,2                       |
| 09     | Wells Fargo                      | Hoa Kỳ       | Ngân hàng   | 87,6               | 15,9               | 1.313,9          | 178,7                       |
| 10     | Petrobras                        | Brasil       | Dầu khí     | 145,9              | 20,1               | 319,4            | 180                         |
| 11     | BP                               | Anh Quốc     | Dầu khí     | 375,5              | 25,7               | 292,5            | 147,4                       |
| 12     | Chevron                          | Hoa Kỳ       | Dầu khí     | 236,3              | 26,9               | 209,5            | 218                         |
| 13     | Ngân hàng Kiến thiết Trung Quốc  | Trung Quốc   | Ngân hàng   | 68,7               | 20,5               | 1.637,8          | 201,9                       |
| 14     | Citigroup                        | Hoa Kỳ       | Ngân hàng   | 102,6              | 11,1               | 1.873,9          | 107,5                       |
| 15     | Gazprom                          | Nga          | Dầu khí     | 117,6              | 31,7               | 302,6            | 159,8                       |
| 16     | Walmart                          | Hoa Kỳ       | Bán lẻ      | 447                | 15,7               | 193,4            | 208,4                       |
| 17     | Volkswagen                       | Đức          | Ô tô        | 221,9              | 21,5               | 328,7            | 79,5                        |
| 18     | Total                            | Pháp         | Dầu khí     | 216,2              | 15,9               | 213              | 132,4                       |
| 19     | Ngân hàng Nông nghiệp Trung Quốc | Trung Quốc   | Ngân hàng   | 62,4               | 14,4               | 1.563,9          | 154,8                       |
| 20     | BNP Paribas                      | Pháp         | Ngân hàng   | 119                | 7,9                | 2.539,1          | 61,5                        |

Danh sách đầy đủ có sẵn tại đây.

## Danh sách năm 2011
Dưới đây là 20 công ty hàng đầu trong danh sách năm 2011.
| Vị trí | Công ty                          | Trụ sở chính | Công nghiệp | Doanh thu (tỷ USD) | Lợi nhuân (tỷ USD) | Tài sản (tỷ USD) | Giá trị thị trường (tỷ USD) |
| ------ | -------------------------------- | ------------ | ----------- | ------------------ | ------------------ | ---------------- | --------------------------- |
| 01     | JPMorgan Chase                   | Hoa Kỳ       | Ngân hàng   | 115,5              | 17,4               | 2.117,6          | 182,2                       |
| 02     | HSBC                             | Anh Quốc     | Ngân hàng   | 103,3              | 13,3               | 2.467,9          | 186,5                       |
| 03     | General Electric                 | Hoa Kỳ       | Tập đoàn    | 156,2              | 11,6               | 751,2            | 216,2                       |
| 04     | ExxonMobil                       | Hoa Kỳ       | Dầu khí     | 341,6              | 30,5               | 302,5            | 407,2                       |
| 05     | Royal Dutch Shell                | Hà Lan       | Dầu khí     | 369,1              | 20,1               | 317,2            | 212,9                       |
| 06     | Dầu khí Trung Quốc               | Trung Quốc   | Dầu khí     | 222,3              | 21,2               | 251,3            | 320,8                       |
| 07     | Ngân hàng Công thương Trung Quốc | Trung Quốc   | Ngân hàng   | 69,2               | 18,8               | 1.723,5          | 239,5                       |
| 08     | Berkshire Hathaway               | Hoa Kỳ       | Tập đoàn    | 136,2              | 13                 | 372,2            | 211                         |
| 08     | Petrobras                        | Brasil       | Dầu khí     | 121,3              | 21,2               | 313,2            | 238,8                       |
| 10     | Citigroup                        | Hoa Kỳ       | Ngân hàng   | 111,5              | 10,6               | 1.913,9          | 132,8                       |
| 11     | BNP Paribas                      | Pháp         | Ngân hàng   | 130,4              | 10,5               | 2.680,7          | 88                          |
| 11     | Wells Fargo                      | Hoa Kỳ       | Ngân hàng   | 93,2               | 12,4               | 1.258,1          | 170,6                       |
| 13     | Santander                        | Tây Ban Nha  | Ngân hàng   | 109,7              | 12,8               | 1.570,6          | 94,7                        |
| 14     | AT&T                             | Hoa Kỳ       | Viễn thông  | 124,3              | 19,9               | 268,5            | 168,2                       |
| 15     | Gazprom                          | Nga          | Dầu khí     | 98,7               | 25,7               | 275,9            | 172,9                       |
| 16     | Chevron                          | Hoa Kỳ       | Dầu khí     | 189,6              | 19                 | 184,8            | 200,6                       |
| 17     | Ngân hàng Kiến thiết Trung Quốc  | Trung Quốc   | Ngân hàng   | 58,2               | 15,6               | 1.408            | 224,8                       |
| 18     | Walmart                          | Hoa Kỳ       | Bán lẻ      | 421,8              | 16,4               | 180,7            | 187,3                       |
| 19     | Total                            | Pháp         | Dầu khí     | 188,1              | 14,2               | 192,8            | 138                         |
| 20     | Allianz                          | Đức          | Bảo hiểm    | 142,9              | 6,7                | 838,4            | 62,7                        |

Danh sách đầy đủ có sẵn tại đây.

## Danh sách năm 2010
Dưới đây là 20 công ty hàng đầu trong danh sách năm 2010.
| Vị trí | Công ty                          | Trụ sở chính | Công nghiệp | Doanh thu (tỷ USD) | Lợi nhuận (tỷ USD) | Tài sản (tỷ USD) | Giá trị thị trường (tỷ USD) |
| ------ | -------------------------------- | ------------ | ----------- | ------------------ | ------------------ | ---------------- | --------------------------- |
| 01     | JPMorgan Chase                   | Hoa Kỳ       | Ngân hàng   | 115,63             | 11,65              | 2.031,99         | 166,19                      |
| 02     | General Electric                 | Hoa Kỳ       | Tập đoàn    | 156,78             | 11,03              | 781,82           | 169,65                      |
| 03     | Bank of America                  | Hoa Kỳ       | Ngân hàng   | 150,45             | 6,28               | 2.223,30         | 167,63                      |
| 04     | ExxonMobil                       | Hoa Kỳ       | Dầu khí     | 275,56             | 19,28              | 233,32           | 308,77                      |
| 05     | Ngân hàng Công thương Trung Quốc | Trung Quốc   | Ngân hàng   | 71,86              | 16,27              | 1.428,46         | 242,23                      |
| 06     | Santander                        | Tây Ban Nha  | Ngân hàng   | 109,57             | 12,34              | 1.438,68         | 107,12                      |
| 07     | Wells Fargo                      | Hoa Kỳ       | Ngân hàng   | 98,64              | 12,28              | 1.243,65         | 141,69                      |
| 08     | HSBC                             | Anh Quốc     | Ngân hàng   | 103,74             | 5,83               | 2.355,83         | 178,27                      |
| 08     | Royal Dutch Shell                | Hà Lan       | Dầu khí     | 278,19             | 12,52              | 287,64           | 168,63                      |
| 10     | BP                               | Anh Quốc     | Dầu khí     | 239,27             | 16,58              | 235,45           | 167,13                      |
| 11     | BNP Paribas                      | Pháp         | Ngân hàng   | 101,06             | 8,37               | 2.952,22         | 86,67                       |
| 12     | Dầu khí Trung Quốc               | Trung Quốc   | Dầu khí     | 157,22             | 16,80              | 174,95           | 333,84                      |
| 13     | AT&T                             | Hoa Kỳ       | Viễn thông  | 123,02             | 12,54              | 268,75           | 147,55                      |
| 14     | Walmart                          | Hoa Kỳ       | Bán lẻ      | 408,21             | 14,34              | 170,71           | 205,37                      |
| 15     | Berkshire Hathaway               | Hoa Kỳ       | Tập đoàn    | 112,49             | 8,06               | 297,12           | 190,86                      |
| 16     | Gazprom                          | Nga          | Dầu khí     | 115,25             | 24,33              | 234,77           | 132,58                      |
| 17     | Ngân hàng Kiến thiết Trung Quốc  | Trung Quốc   | Ngân hàng   | 59,16              | 13,59              | 1.106,20         | 184,32                      |
| 18     | Petrobras                        | Brasil       | Dầu khí     | 104,81             | 16,63              | 198,26           | 190,34                      |
| 19     | Total                            | Pháp         | Dầu khí     | 160,68             | 12,10              | 183,29           | 131,80                      |
| 20     | Chevron                          | Hoa Kỳ       | Dầu khí     | 159,29             | 10,48              | 164,62           | 146,23                      |

Danh sách đầy đủ có sẵn tại đây.

## Danh sách năm 2009
Dưới đây là 20 công ty hàng đầu trong danh sách năm 2009.
| Vị trí | Công ty            | Trụ sở chính | Công nghiệp                 | Doanh thu (tỷ USD) | Lợi nhuận (tỷ USD) | Tài sản (tỷ USD) | Giá trị thị trường (tỷ USD) |
| ------ | ------------------ | ------------ | --------------------------- | ------------------ | ------------------ | ---------------- | --------------------------- |
| 01     | General Electric   | Hoa Kỳ       | Tập đoàn                    | 182,52             | 17,41              | 797,77           | 88,77                       |
| 02     | Royal Dutch Shell  | Hà Lan       | Dầu khí                     | 458,36             | 26,28              | 278,44           | 135,10                      |
| 03     | Toyota             | Nhật Bản     | Ô tô                        | 263,42             | 17,21              | 324,98           | 102,35                      |
| 04     | ExxonMobil         | Hoa Kỳ       | Dầu khí                     | 425,70             | 45,22              | 228,05           | 335,54                      |
| 05     | BP                 | Anh Quốc     | Dầu khí                     | 361,14             | 21,16              | 228,24           | 119,70                      |
| 06     | HSBC               | Anh Quốc     | Ngân hàng                   | 142.05             | 5.73               | 2,570.45         | 85.04                       |
| 07     | AT&T               | Hoa Kỳ       | Viễn thông                  | 124,03             | 12,87              | 265,25           | 140,08                      |
| 08     | Walmart            | Hoa Kỳ       | Bán lẻ                      | 405,61             | 13,40              | 163,43           | 193,15                      |
| 09     | Santander          | Tây Ban Nha  | Ngân hàng                   | 96,23              | 13,25              | 1.318,86         | 49,75                       |
| 09     | Chevron            | Hoa Kỳ       | Dầu khí                     | 255,11             | 23,93              | 161,17           | 121,70                      |
| 11     | Total              | Pháp         | Dầu khí                     | 223,15             | 14,74              | 164,66           | 112,90                      |
| 12     | ICBC               | Trung Quốc   | Ngân hàng                   | 53,60              | 11,16              | 1.188,08         | 170,83                      |
| 13     | Gazprom            | Nga          | Dầu khí                     | 97,29              | 26,78              | 276,81           | 74,55                       |
| 14     | Dầu khí Trung Quốc | Trung Quốc   | Dầu khí                     | 114,32             | 19,94              | 145,14           | 270,56                      |
| 15     | Volkswagen         | Đức          | Ô tô                        | 158,40             | 6,52               | 244,05           | 75,18                       |
| 16     | JPMorgan Chase     | Hoa Kỳ       | Ngân hàng                   | 101,49             | 3,70               | 2.175,05         | 85,87                       |
| 17     | GDF Suez           | Pháp         | Công trình hạ tầng kỹ thuật | 115,59             | 9,05               | 232,71           | 70,46                       |
| 18     | Eni                | Ý            | Dầu khí                     | 158,32             | 12,91              | 139,80           | 80,68                       |
| 19     | Berkshire Hathaway | Hoa Kỳ       | Tập đoàn                    | 107,79             | 4,99               | 267,40           | 122,11                      |
| 20     | Vodafone           | Anh Quốc     | Viễn thông                  | 70,39              | 13,30              | 252,08           | 93,66                       |

Danh sách đầy đủ có sẵn tại đây.

## Danh sách năm 2008
Dưới đây là 20 công ty hàng đầu trong danh sách năm 2008.
| Vị trí | Công ty                      | Trụ sở chính | Công nghiệp         | Doanh thu (tỷ USD) | Lợi nhuận (tỷ USD) | Tài sản (tỷ USD) | Giá trị thị trường (tỷ USD) |
| ------ | ---------------------------- | ------------ | ------------------- | ------------------ | ------------------ | ---------------- | --------------------------- |
| 01     | HSBC                         | Anh Quốc     | Ngân hàng           | 146,1              | 19,1               | 2.349,0          | 180,8                       |
| 02     | General Electric             | Hoa Kỳ       | Tập đoàn            | 172,7              | 22,2               | 795,3            | 330,9                       |
| 03     | Bank of America              | Hoa Kỳ       | Ngân hàng           | 119,2              | 15,0               | 1.715,8          | 176,5                       |
| 04     | JPMorgan Chase               | Hoa Kỳ       | Ngân hàng           | 116,4              | 15,4               | 1.562,2          | 136,9                       |
| 05     | ExxonMobil                   | Hoa Kỳ       | Dầu khí             | 358,6              | 40,6               | 242,1            | 465,5                       |
| 06     | Royal Dutch Shell            | Hà Lan       | Dầu khí             | 355,8              | 31,3               | 266,2            | 221,1                       |
| 07     | BP                           | Anh Quốc     | Dầu khí             | 281,0              | 20,6               | 236,1            | 204,9                       |
| 08     | Toyota                       | Nhật Bản     | Ô tô                | 203,8              | 14,0               | 276,4            | 175,1                       |
| 09     | ING Group                    | Hà Lan       | Bảo hiểm/ Ngân hàng | 197,9              | 12,7               | 1.932,2          | 75,8                        |
| 10     | Berkshire Hathaway           | Hoa Kỳ       | Đầu tư tài chính    | 118,3              | 13,2               | 273,2            | 216,7                       |
| 10     | Ngân hàng Hoàng gia Scotland | Anh Quốc     | Ngân hàng           | 108,5              | 14,6               | 3.807,5          | 76,6                        |
| 12     | AT&T                         | Hoa Kỳ       | Viễn thông          | 118,9              | 12,0               | 275,6            | 210,2                       |
| 13     | BNP Paribas                  | Pháp         | Ngân hàng           | 116,2              | 10,7               | 2.494,4          | 81,9                        |
| 14     | Allianz                      | Đức          | Bảo hiểm            | 139,1              | 10,9               | 1.547,5          | 80,3                        |
| 15     | Total S.A                    | Pháp         | Dầu khí             | 199,7              | 19,2               | 165,8            | 181,8                       |
| 16     | Walmart                      | Hoa Kỳ       | Bán lẻ              | 378,8              | 12,7               | 163,4            | 198,6                       |
| 17     | Chevron                      | Hoa Kỳ       | Dầu khí             | 204,0              | 18,7               | 148,8            | 180,0                       |
| 18     | AIG                          | Hoa Kỳ       | Bảo hiểm            | 110,1              | 6,2                | 1.060,5          | 118,2                       |
| 19     | Gazprom                      | Nga          | Dầu khí             | 81,8               | 23,3               | 201,7            | 306,8                       |
| 20     | AXA                          | Pháp         | Bảo hiểm            | 151,7              | 7,8                | 1.064,7          | 70,3                        |

Danh sách đầy đủ có sẵn tại đây.

## Danh sách năm 2007
Dưới đây là 20 công ty hàng đầu trong danh sách năm 2007.
| Vị trí | Công ty                      | Trụ sở chính | Công nghiệp      | Doanh thu (tỷ USD) | Lợi nhuận (tỷ USD) | Tài sản (tỷ USD) | Giá trị thị trường (tỷ USD) |
| ------ | ---------------------------- | ------------ | ---------------- | ------------------ | ------------------ | ---------------- | --------------------------- |
| 1      | Citigroup                    | Hoa Kỳ       | Ngân hàng        | 146,56             | 21,54              | 1.884,32         | 247,42                      |
| 2      | Bank of America              | Hoa Kỳ       | Ngân hàng        | 116,57             | 21,13              | 1.459,74         | 226,61                      |
| 3      | HSBC                         | Anh Quốc     | Ngân hàng        | 121,51             | 16,63              | 1.860,76         | 202,29                      |
| 4      | General Electric             | Hoa Kỳ       | Tập đoàn         | 163,39             | 20,83              | 697,24           | 358,98                      |
| 5      | JPMorgan Chase               | Hoa Kỳ       | Ngân hàng        | 99,30              | 14,44              | 1.351,52         | 170,97                      |
| 6      | AIG                          | Hoa Kỳ       | Bảo hiểm         | 113,19             | 14,01              | 979,41           | 174,47                      |
| 7      | ExxonMobil                   | Hoa Kỳ       | Dầu khí          | 335,09             | 39,50              | 223,95           | 410,65                      |
| 8      | Royal Dutch Shell            | Hà Lan       | Dầu khí          | 318,85             | 25,44              | 232,31           | 208,25                      |
| 9      | UBS                          | Thụy Sĩ      | Đầu tư tài chính | 105,59             | 9,78               | 1.776,89         | 116,84                      |
| 10     | ING                          | Hà Lan       | Đầu tư tài chính | 153,44             | 9,65               | 1.615,05         | 93,99                       |
| 11     | BP                           | Anh Quốc     | Dầu khí          | 265,91             | 22,29              | 217,60           | 198,14                      |
| 12     | Toyota                       | Nhật Bản     | Ô tô             | 179,02             | 11,68              | 243,60           | 217,69                      |
| 13     | Ngân hàng Hoàng gia Scotland | Anh Quốc     | Ngân hàng        | 77,41              | 12,51              | 1,705.35         | 124,13                      |
| 14     | BNP Paribas                  | Pháp         | Ngân hàng        | 89,16              | 9,64               | 1.898,19         | 97,03                       |
| 15     | Allianz                      | Đức          | Bảo hiểm         | 125,33             | 8,81               | 1.380,88         | 87,22                       |
| 16     | Berkshire Hathaway           | Hoa Kỳ       | Đầu tư tài chính | 98,54              | 11,02              | 248,44           | 163,79                      |
| 17     | Walmart                      | Hoa Kỳ       | Bán lẻ           | 348,65             | 11,29              | 151,19           | 201,36                      |
| 18     | Barclays                     | Anh Quốc     | Ngân hàng        | 67,71              | 8,95               | 1.949,17         | 94,79                       |
| 19     | Chevron                      | Hoa Kỳ       | Dầu khí          | 195,34             | 17,14              | 132,63           | 149,37                      |
| 19     | Total S.A                    | Pháp         | Dầu khí          | 175,05             | 15,53              | 138,82           | 152,62                      |

Danh sách đầy đủ có sẵn tại đây Lưu trữ ngày 19 tháng 4 năm 2015 tại Wayback Machine.

## Danh sách năm 2006
| Vị trí | Công ty           | Trụ sở chính | Công nghiệp      | Doanh thu (tỷ USD) | Lợi nhuận (tỷ USD) | Tài sản (tỷ USD) | Giá trị thị trường (tỷ USD) |
| ------ | ----------------- | ------------ | ---------------- | ------------------ | ------------------ | ---------------- | --------------------------- |
| 1.     | Citigroup         | Hoa Kỳ       | Ngân hàng        | 120,32             | 24,64              | 1.494,04         | 230,93                      |
| 2.     | General Electric  | Hoa Kỳ       | Tập đoàn         | 149,70             | 16,35              | 673,30           | 348,45                      |
| 3.     | Bank of America   | Hoa Kỳ       | Ngân hàng        | 85,39              | 16,47              | 1.291,80         | 184,17                      |
| 4.     | AIG               | Hoa Kỳ       | Bảo hiểm         | 106,98             | 11,90              | 843,40           | 172,24                      |
| 5.     | HSBC              | Anh Quốc     | Ngân hàng        | 76,38              | 12,36              | 1.274,22         | 193,32                      |
| 6.     | ExxonMobil        | Hoa Kỳ       | Dầu khí          | 328,21             | 36,13              | 208,34           | 362,53                      |
| 7.     | Royal Dutch Shell | Hà Lan       | Dầu khí          | 306,73             | 25,31              | 216,95           | 203,52                      |
| 8.     | BP                | Anh Quốc     | Dầu khí          | 249,47             | 22,63              | 206,91           | 225,93                      |
| 9.     | JPMorgan Chase    | Hoa Kỳ       | Ngân hàng        | 79,90              | 8,48               | 1.198,94         | 144,13                      |
| 10.    | UBS               | Thụy Sĩ      | Đầu tư tài chính | 78,25              | 10,65              | 1.519,40         | 105,69                      |

Danh sách đầy đủ có sẵn tại đây.

## Danh sách năm 2005
| Vị trí | Công ty           | Trụ sở chính | Công nghiệp       | Doanh thu (tỷ USD) | Lợi nhuận (tỷ USD) | Tài sản (tỷ USD) | Giá trị thị trường (tỷ USD) |
| ------ | ----------------- | ------------ | ----------------- | ------------------ | ------------------ | ---------------- | --------------------------- |
| 1      | Citigroup         | Hoa Kỳ       | Ngân hàng         | 108,28             | 17,05              | 14,10            | 247,66                      |
| 2      | General Electric  | Hoa Kỳ USA   | Tập đoàn          | 152,36             | 16,59              | 750,33           | 372,14                      |
| 3      | AIG               | Hoa Kỳ       | Bảo hiểm          | 95,04              | 10,91              | 776,42           | 173,99                      |
| 4      | Bank of America   | Hoa Kỳ       | Ngân hàng         | 65,45              | 14,14              | 1.110,46         | 188,77                      |
| 5      | HSBC              | Anh Quốc     | Ngân hàng         | 62,97              | 9,52               | 1.031,29         | 186,74                      |
| 6      | ExxonMobil        | Hoa Kỳ       | Dầu khí           | 263,99             | 25,33              | 195,26           | 405,25                      |
| 7      | Royal Dutch Shell | Hà Lan       | Dầu khí           | 265,19             | 18,54              | 193,83           | 221,49                      |
| 8      | BP                | Anh Quốc     | Dầu khí           | 285,06             | 15,73              | 191,11           | 231,88                      |
| 9      | ING               | Hà Lan       | Dịch vụ tài chính | 92,01              | 8,10               | 1.175,16         | 68,04                       |
| 10     | Toyota            | Nhật Bản     | Ô tô              | 165,68             | 11,13              | 211,15           | 140,89                      |

Danh sách đầy đủ có sẵn tại đây.

## Danh sách năm 2004
| Vị trí | Công ty          | Trụ sở chính | Công nghiệp       | Doanh thu (tỷ USD) | Lợi nhuận (tỷ USD) | Tài sản (tỷ USD) | Giá trị thị trường (tỷ USD) |
| ------ | ---------------- | ------------ | ----------------- | ------------------ | ------------------ | ---------------- | --------------------------- |
| 1.     | Citigroup        | Hoa Kỳ       | Ngân hàng         | 94,71              | 17,85              | 1.264,03         | 255,3                       |
| 2.     | General Electric | Hoa Kỳ       | Tập đoàn          | 134,19             | 15,59              | 626,93           | 328,54                      |
| 3.     | AIG              | Hoa Kỳ       | Bảo hiểm          | 76,66              | 6,46               | 647,66           | 194,87                      |
| 4.     | ExxonMobil       | Hoa Kỳ       | Dầu khí           | 222,88             | 20,96              | 166,99           | 277,02                      |
| 5.     | BP               | Anh Quốc     | Dầu khí           | 232,57             | 10,27              | 177,57           | 173,54                      |
| 6.     | Bank of America  | Hoa Kỳ       | Ngân hàng         | 49,01              | 10,81              | 736,45           | 117,55                      |
| 7.     | HSBC             | Anh Quốc     | Ngân hàng         | 44,33              | 6,66               | 757,60           | 177,96                      |
| 8.     | Toyota           | Nhật Bản     | Ô tô              | 135,82             | 7,99               | 171,71           | 115,40                      |
| 9.     | Fannie Mae       | Hoa Kỳ       | Dịch vụ tài chính | 53,13              | 6,48               | 1.019,17         | 76.84                       |
| 10.    | Walmart          | Hoa Kỳ       | Bán lẻ            | 256,33             | 9,05               | 104,91           | 243,74                      |

Danh sách đầy đủ có sẵn tại đây.